# Plaza Miserere (subte de Buenos Aires)
La estación Plaza Miserere forma parte de la red de subterráneos de la Ciudad de Buenos Aires. Se encuentra entre las estaciones Loria y Alberti de la línea A. 
Se trata de una estación importante ubicada en un nodo de transporte. Posee 3 vías, dos andenes y combinación directa con el ferrocarril.

## Ubicación
Se encuentra debajo de la Plaza Miserere ubicada entre las avenidas Rivadavia y Pueyrredón y las calles Ecuador y Bartolomé Mitre en el barrio porteño de Balvanera.

## Combinaciones
Se puede realizar combinación con la estación Once - 30 de diciembre de la línea H. Hasta 2014 prestaba servicios de trenes de la Línea Sarmiento.

## Hitos urbanos
La zona de la estación es una populosa zona comercial conocida como Once, además de un importante centro de trasbordo. En sus inmediaciones se encuentran, entre otros:
- Estación Once de Septiembre
- Plaza Miserere
- La Perla del Once
- Hospital Francés
- Terminal de la línea 68
- Terminal de la línea 194
- Abasto Shopping
- Hotel Garay

## Historia
Esta estación pertenece al primer tramo de la línea A inaugurado el 1° de diciembre de 1913, que unía esta estación con Plaza de Mayo.
Su nombre se debe a la plaza del mismo nombre. Esta plaza se llamó "Plaza Once" hasta 1947, cuando su nombre fue cambiado a Miserere.
Anteriormente esos terrenos eran conocidos como Quinta de Miserere, debido a Antonio González Varela, quien era el dueño de los mismos. En esta plaza se encontraron las fuerzas que reconquistaron la ciudad invadida por los ingleses en 1806, y durante la segunda invasión inglesa, en 1807, las tropas de Liniers fueron vencidas en este lugar.
En 1997 esta estación fue declarada monumento histórico nacional.

### El Proyecto del F.C.O.
Estación Plaza Miserere (Sarmiento)

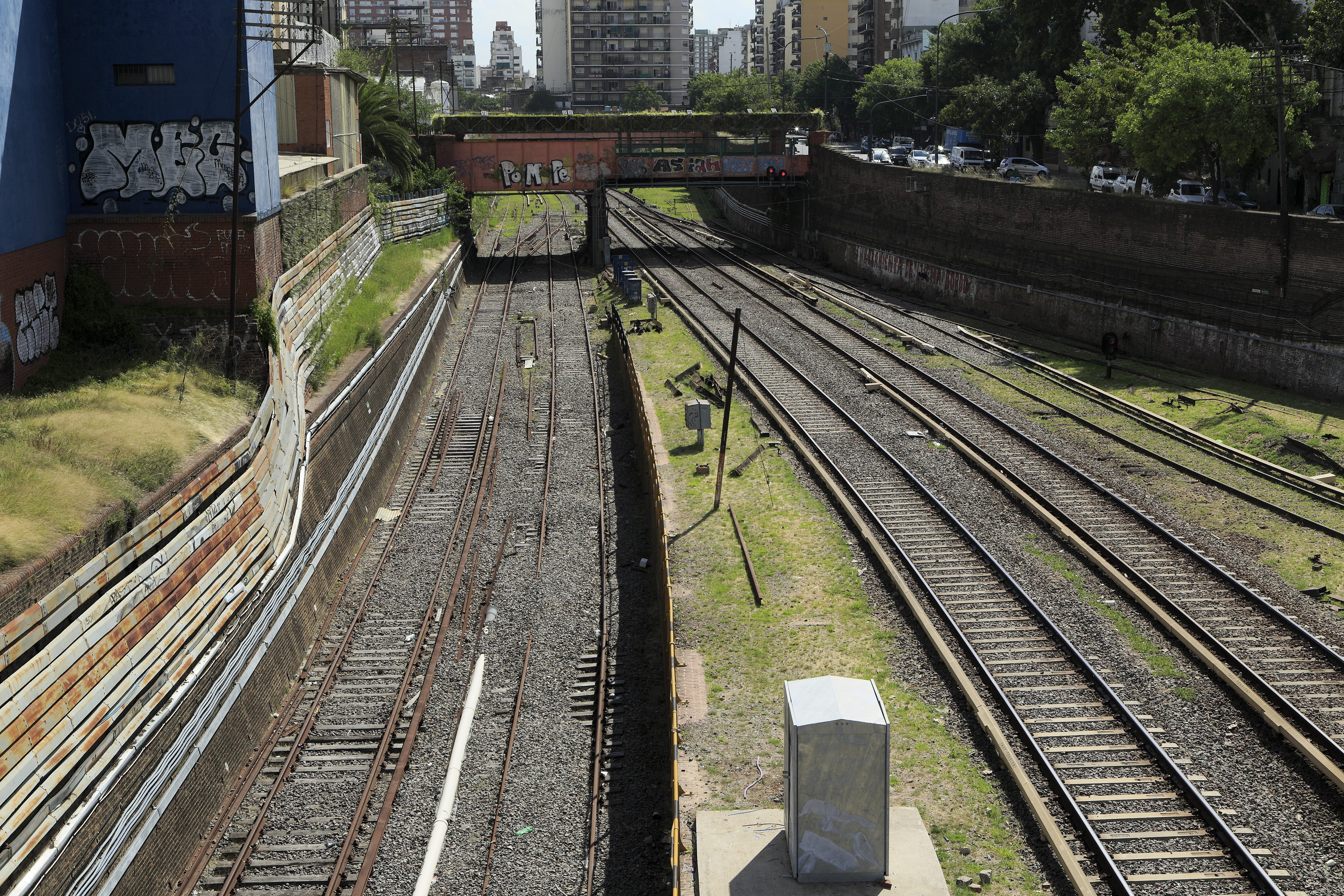
Vista de la Trinchera Once - Caballito (Capital Federal).

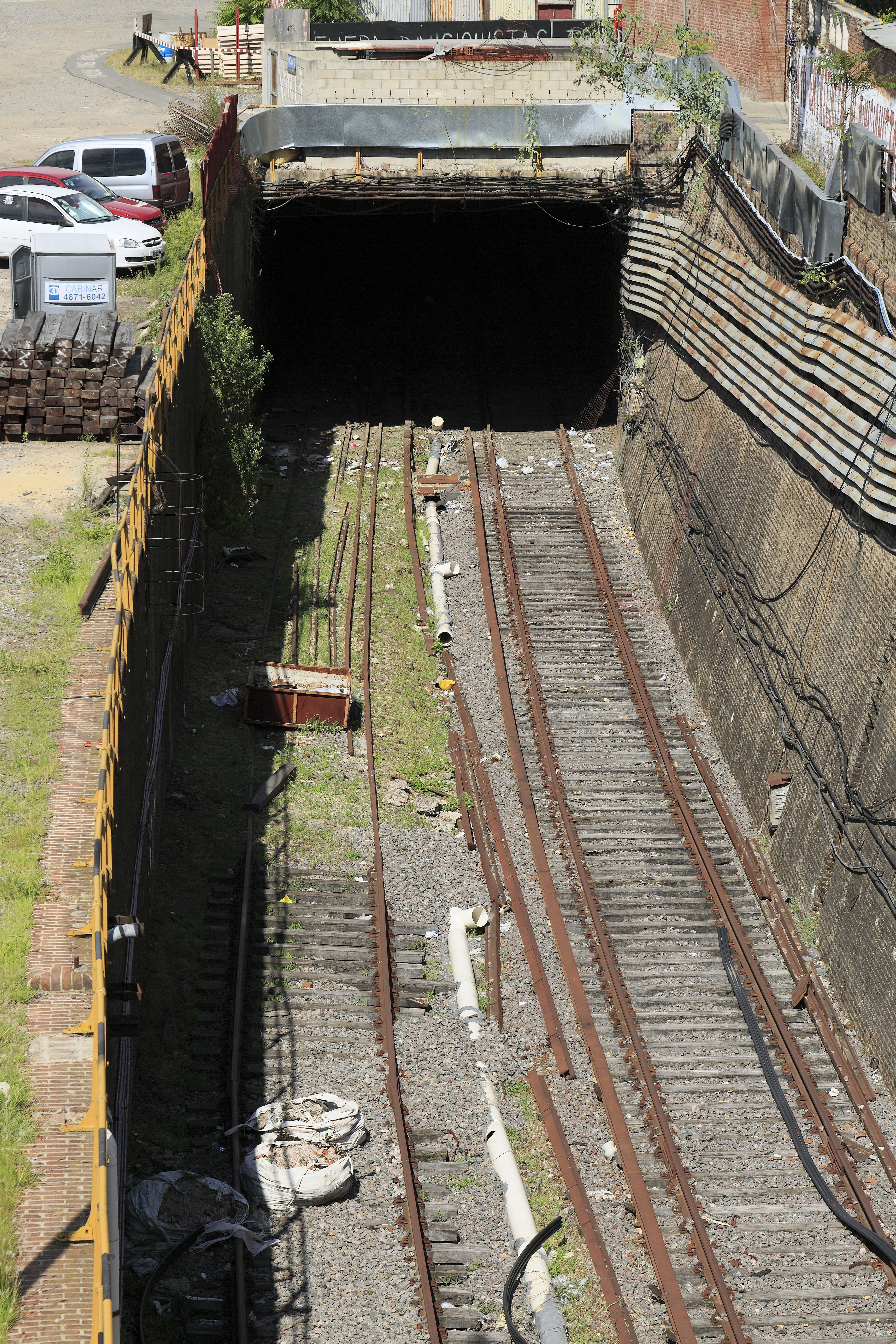
Túnel de acceso del Ferrocarril Sarmiento a la estación.

Entre 1872 y 1897 funcionó la denominada Estación Central de Buenos Aires, situada en la intersección de las actuales Leandro N. Alem y Bartolomé Mitre, junto a la Casa Rosada y a las diversas instalaciones portuarias de Buenos Aires. Por convenio entre las mismas empresas ferroviarias, la Estación Central era de uso común para todas las líneas. El Ferrocarril Oeste (hoy Ferrocarril Sarmiento), poseía un ramal propio que, desde la Estación Once, corría por la Avenida Pueyrredón) hasta la Avenida Figueroa Alcorta, donde empalmaba con las vías del Ferrocarril del Norte (hoy Ferrocarril Mitre). A su vez, las vías del F.C.N. se prolongaban más allá de la estación Retiro, avanzando a lo largo de la Avenida Leandro N. Alem, para así finalmente arribar a la Estación Central.
El rápido crecimiento de la ciudad y la construcción de Puerto Madero, generaron la necesidad de eliminar todos aquellos ramales que atravesaban el centro porteño. Así, el F.C.O. estableció a la Estación Once como su terminal, levantando el ramal que corría por la Avenida Pueyrredón. En su reemplazo, la empresa comenzó a utilizar otro enlace más alejado, que corría entre los barrios de Caballito y Chacarita, por la actual Avenida Honorio Pueyrredón, donde empalmaba con la línea troncal del Ferrocarril Buenos Aires al Pacífico y de esta manera podía seguir alcanzando el centro de la ciudad y la zona portuaria. Poco después, el 14 de febrero de 1897 la Estación Central sufrió un incendio que la destruyó por completo, tras lo cual, el Gobierno Nacional ordenó el levantamiento de las vías entre las estaciones Casa Amarilla y Retiro.
La ciudad continuaba creciendo a un ritmo acelerado y al ingresar en el nuevo siglo, las empresas ferroviarias encararon importantes inversiones, con el objetivo de eliminar los cruces a nivel en los barrios más transitados. Los ferrocarriles Central Argentino y Pacífico construyeron viaductos entre Palermo y Retiro, el Ferrocarril del Sud también construyó un viaducto entre Avellaneda y Constitución. El Ferrocarril del Oeste, por su parte, encaró en el año 1902 la construcción de una trinchera a cielo abierto, con cuatro vías, entre Caballito y la Estación Once, sin embargo, la principal necesidad de este ferrocarril, era conectar su vía principal o cualquiera de sus ramales con el puerto de Buenos Aires para el trasbordo de las cargas a los vapores. Así es que en 1906 el F.C.O. propone al Gobierno Nacional la prolongación de su traza por medio de un túnel de vía doble bajo la Avenida Rivadavia y la Avenida de Mayo, hasta Puerto Madero, con tres estaciones subterráneas nuevas, incluyendo además, la electrificación del servicio hasta la Estación Morón.
Finalmente, por Ley 6.700 del 29 de septiembre de 1909, se autorizó al F.C.O. a construir dicha prolongación, al tercer nivel de profundidad, con una sola estación intermedia y electrificando las vías hasta la estación Moreno.

### El Proyecto de la CTAA
Tres meses después de que el Congreso Nacional aprobara el proyecto del Ferrocarril Oeste, la Municipalidad de Buenos Aires, le otorgó a la Compañía de Tranvías Anglo-Argentina (CTAA) la construcción de tres líneas de subterráneo: la Línea 1 iría de Plaza de Mayo hasta el barrio de Caballito, la Línea 2 uniría las terminales ferroviarias de Retiro y Constitución, mientras que la Línea 3 iniciaría su recorrido en la Plaza de Mayo para finalizarlo en Plaza Italia (barrio de Palermo). La Línea 1 correría al primer nivel de profundidad, superponiéndose al trazado proyectado por el FCO en el tramo Plaza de Mayo - Plaza Once (actual Plaza de Miserere). Por aquel entonces, la Compañía de Tranvías Anglo-Argentina era prácticamente la dueña monopólica de la red tranviaria de Buenos Aires, la más grande del mundo.
Ambas compañías, de capitales británicos, unieron sus intereses para evitar salir perjudicadas. La primera alternativa que se planteó fue la construcción de un túnel único, excavado al primer nivel de profundidad, con cuatro vías: las dos centrales de trocha ancha (1,676 m.) para el F.C.O., y las dos laterales, de trocha media (1,435 m.) para la C.T.A.A. Sin embargo, al avanzar los estudios, la propuesta terminó siendo similar a la originalmente propuesta por la CTAA: Desde la playa de maniobras de la Estación Once se construirían dos túneles ferroviarios. El primero sería un túnel breve, de doble vía para pasajeros, que conectaría a la línea troncal del FCO con la nueva estación subterránea de Plaza Once donde los pasajeros podrían trasbordar a las formaciones de la CTAA. Traspasada la estación, el FCO contaría con una pequeña cola de maniobras. Mientras tanto, el segundo túnel sería de vía única, solo para el transporte de cargas, y avanzaría por debajo del subterráneo, al tercer nivel de profundidad, hasta alcanzar la zona portuaria. Una nueva ley nacional, la n.º 7846, del 30 de septiembre de 1910, otorgó la concesión para el nuevo proyecto. Como la estación subterránea de Plaza Once serviría de intercambio entre los pasajeros del FCO y la CTAA, la misma sería proyectada, construida y financiada en forma conjunta por ambas empresas.

### La Construcción

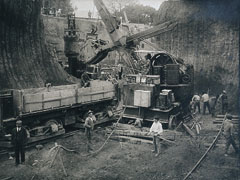
Construcción de la Línea 1 de la CTAA (hoy Línea A).

El 15 de septiembre de 1911, el presidente Roque Saénz Peña y el Intendente Municipal Dr. Joaquín Anchorena inauguraban las obras de construcción de la primera línea de la CTAA, realizadas a cielo abierto por la empresa alemana Philipp Holzmann & Compañía. Los trabajos se basaban en cavar la trinchera, levantar los muros laterales de mampostería y techar luego el pasadizo con tirantes de acero y bóveda de ladrillos, todo convenientemente impermeabilizado.
El FCO recién comenzó a excavar su túnel de cargas en junio de 1912. El nuevo túnel de cargas se bifurcaba de la vía principal (lado norte), con un empalme en el kilómetro 1,186, de manera que su manejo no interfiriera con la playa de la estación Once.
En septiembre de 1912 se inició la construcción del túnel de pasajeros, debiendo adoptar precauciones para evitar daños en la obra (bastante adelantada) que ejecutaba la CTAA, cuyo túnel corría por encima. La situación más compleja se producía al ingreso de la estación subterránea de Plaza Once, donde las vías de la CTAA en dirección a Plaza de Mayo debían cruzar por un puente metálico subterráneo sobre las del túnel de pasajeros del F.C.O., mientras que el túnel de cargas pasaba por debajo de todo el complejo.
El túnel de pasajeros del F.C.O. alcanzaba en total una longitud de 1.035 metros, incluyendo la estación y la cola de maniobras. La boca oeste estaba situada casi enfrente de la del de cargas, entre las calles Bustamante y Agüero, a un costado de los rieles de la línea principal. Sobre el portal de acceso se podía leer una fecha: 1912. Los primeros 132 metros fueron construidos a cielo abierto, con perfil rectangular y revestimiento de ladrillos; luego, fue excavado, adoptándose un perfil elíptico, con revestimiento de hormigón, hasta unos 100 metros antes de la estación, en donde vuelve al perfil rectangular de ladrillos y cruza por debajo de las vías de la CTAA en dirección a la Plaza de Mayo. La estación tenía l04 metros rectos y 46 en una curva de 200 metros de radio, y la cola de maniobras, dos vías de distinta longitud luego de los cambios: la corta medía 154 metros y la más larga 203, rematando ambas en sendos paragolpes hidráulicos.
El túnel de cargas, por su parte, tenía una extensión de 5,095 kilómetros contados desde la Avenida Eduardo Madero y Sarmiento hasta la salida, cerca de la estación Once (km 1,168) donde empalmaba con la vía principal, luego de seguir 140 metros a cielo abierto. El túnel poseía una vía única de trocha ancha y tenía una profundidad media de 15 metros. El ancho era de 4,90 metros quedando entre sus paredes y los vagones un metro por lado, mientras que la altura era de 5,55 metros, con un espacio de casi 90 centímetros entre el techo de los vagones y el del túnel.
Desde la entrada, a la altura de Díaz Vélez y Bulnes, el túnel de cargas descendía con una suave pendiente en una curva de 23° y al llegar a los 19 metros de profundidad se inclinaba hacia el sur, pasando por debajo de las estaciones Once y Plaza Miserere, continuando por debajo de Rivadavia, hasta finalizar su recorrido en Puerto Madero.

### Evolución Posterior

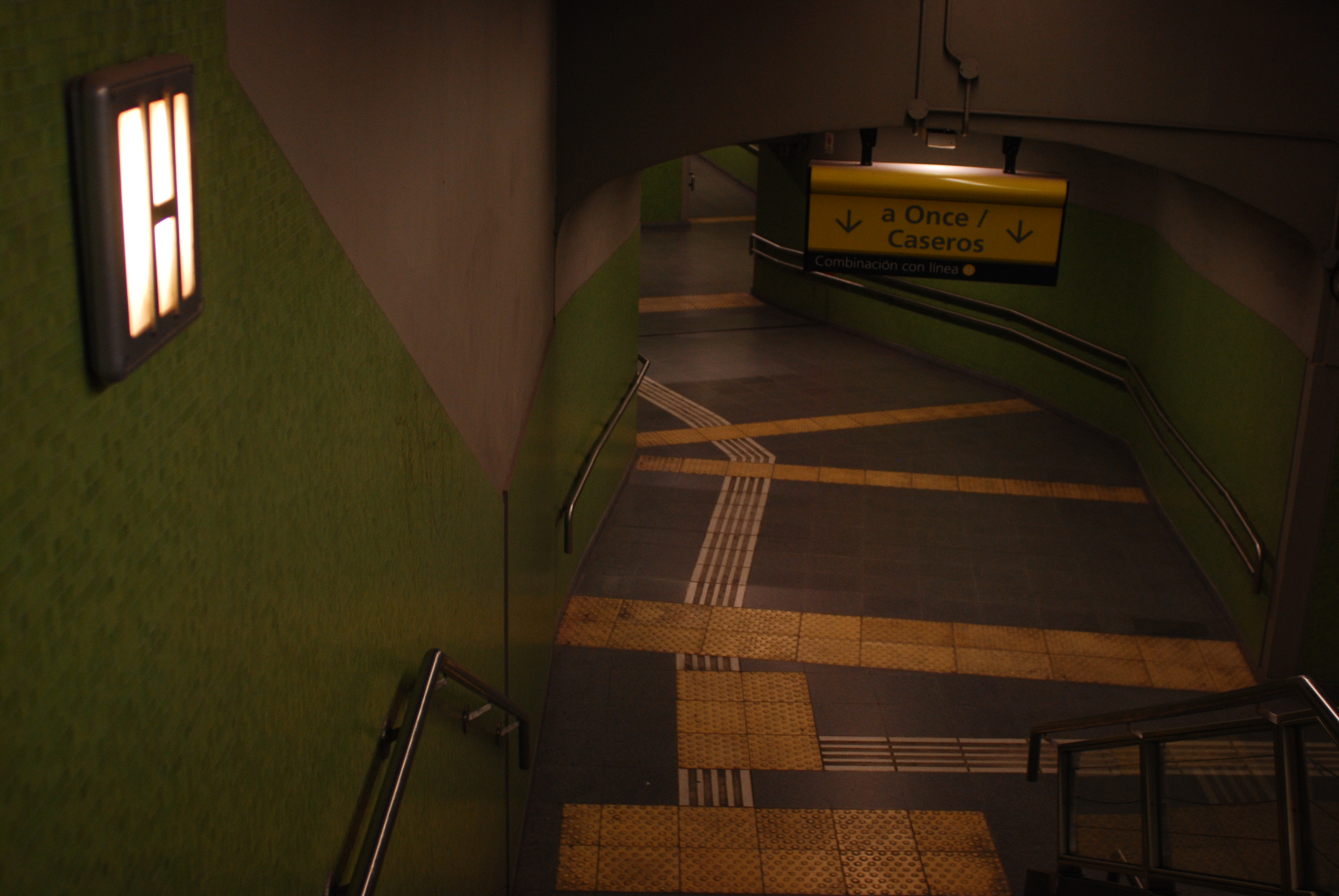
Pasillo de conexión con la Estación Once (Línea H).

El 1 de diciembre de 1913, luego de veintiséis meses de trabajos intensos se inauguró la primera etapa de la Línea 1 de subterráneos de la CTAA, entre las estaciones Plaza de Mayo y Plaza Once (hoy Plaza Miserere). La estación Once estaba situada en forma diagonal bajo la plaza, tanto para facilitar la entrada de las vías del F.C.O., como así también para dejar espacio a un proyectado Palacio Municipal que nunca se construyó.
Los trabajos de extensión de la Línea 1 continuaron velozmente bajo la Avenida Rivadavia: el 1 de abril de 1914, las obras llegaron hasta la calle Río de Janeiro, y finalmente el 1 de julio de 1914, las obras concluyeron en la estación Caballito (hoy Primera Junta), que funcionó como terminal del servicio hasta el año 2008, cuando la línea se extendió hasta Carabobo (barrio de Flores).
La estación subterránea de Plaza Once tenía, al momento de su inauguración, seis vías y cuatro plataformas: las dos vías centrales eran para el ferrocarril y los dos pares de vías laterales para el subterráneo. Sin embargo, la electrificación del Ferrocarril Oeste, que incluía la compra de nuevo material rodante y la adaptación de las estaciones, venía muy retrasada y fue pospuesta tras el estallido de la Primera Guerra Mundial, por lo que, durante más de nueve años, las vías centrales de la estación Plaza Miserere, destinadas al F.C.O., estuvieron cubiertas en parte por una plataforma provisoria de madera, que permitía vincular directamente, y al mismo nivel, los dos andenes del subterráneo de la CTAA.
Recién el 15 de febrero de 1916 el Ferrocarril Oeste pudo inaugurar el túnel de vía única para servicio de cargas, aunque utilizando locomotoras a vapor. Una vez concluido el conflicto mundial, el F.C.O. dio un nuevo impulso a los trabajos de modernización y el 1 de febrero de 1922 se inauguró la tracción eléctrica para trenes de carga entre Haedo y Puerto Madero, incluyendo al túnel de vía única que corría por debajo de la Avenida Rivadavia. Poco después, el 16 de octubre de 1922 se inició el servicio de trenes eléctricos de pasajeros en el trayecto Once (a nivel) - Castelar y como remate de las obras, el 1 de mayo de 1923 se habilitó el servicio regular entre la estación subterránea de Plaza Once y la terminal de la sección local del FCO en el partido de Moreno, utilizando coches eléctricos. La comodidad del trasbordo con las formaciones de la CTAA se promocionó con el eslogan del subte al tren sin cambiar de andén.
Posteriormente, en 1926, se reformó parte de la estación, al levantarse la vía externa del lado sur (trenes en dirección a Caballito), aprovechándose el espacio resultante para ampliar el andén y darle a la otra vía una curvatura más suave.
Desde el año 2007, la Estación Plaza Miserere posee combinación con la estación Once de la línea H que tiene su eje principal bajo las avenidas Jujuy y Pueyrredon.
En septiembre de 2014, se construyó un nuevo Centro de Transbordo para colectivos, creando una nueva calzada para las dársenas en la calle Bartolomé Mitre. Esta quedó inconclusa porque en el medio de la nueva calle quedó una boca de la estación Plaza Miserere. Esto se debió a que se recortó parte del espacio de la plaza para ampliar la calle. El acceso en cuestión se ubica en la esquina sur de Bartolomé Mitre y la Avenida Pueyrredón y desemboca en un vestíbulo que fue remozado en 1998, conjuntamente junto con la construcción de nuevos accesos y pasillos. Además en algún momento operó un restaurante de la cadena de comidas rápidas McDonald's.

## Galería

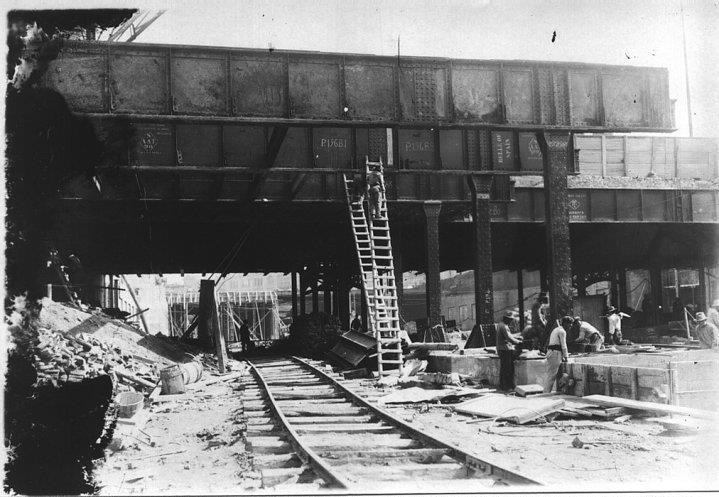
En construcción
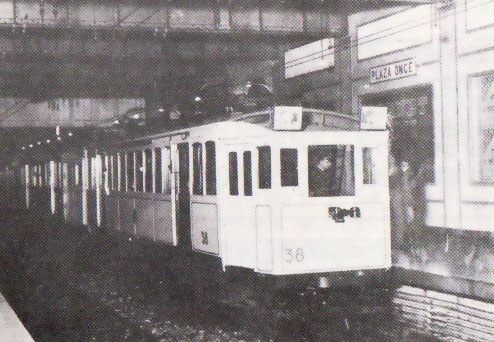
Una formación en 1913
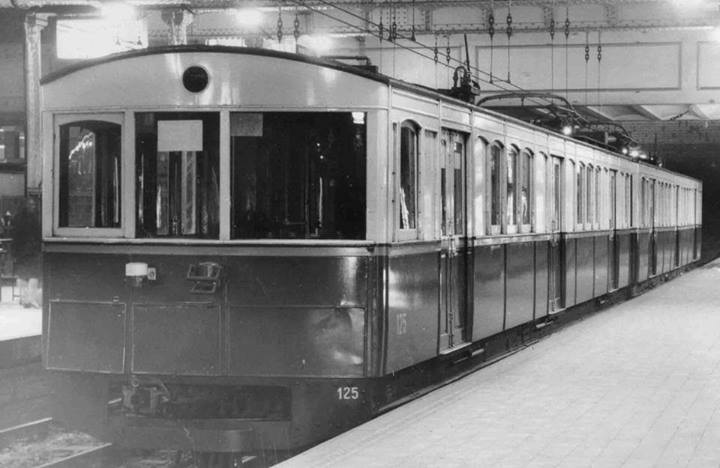
Hacia el año 1960
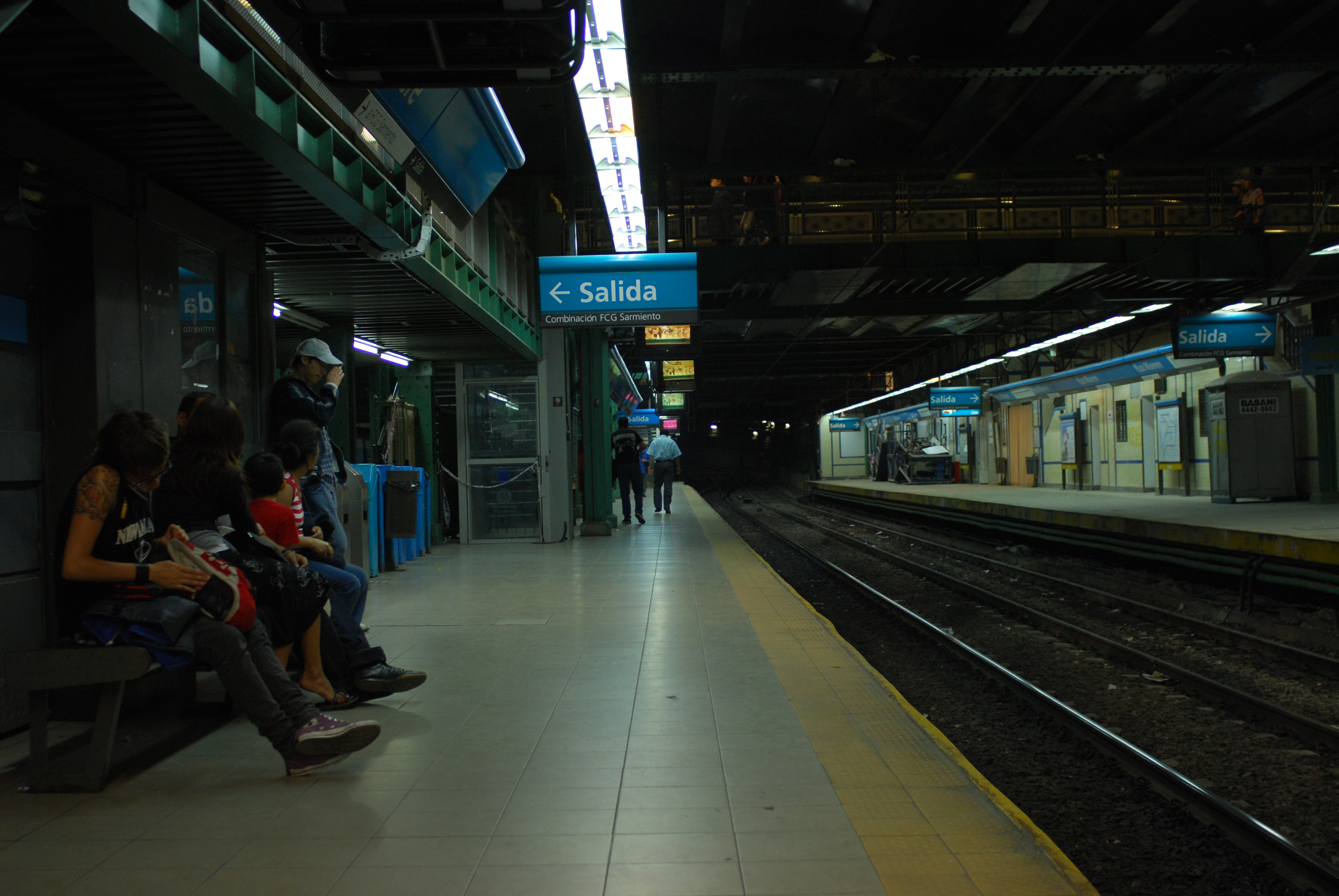
Andén a Plaza de Mayo
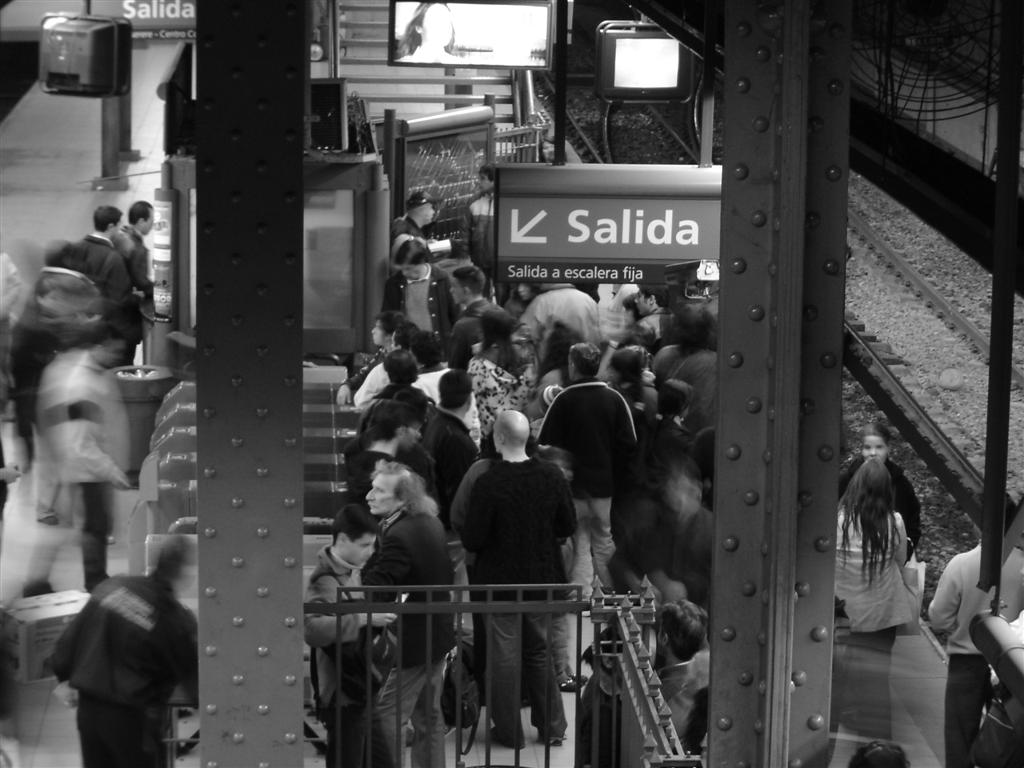
Durante la hora pico
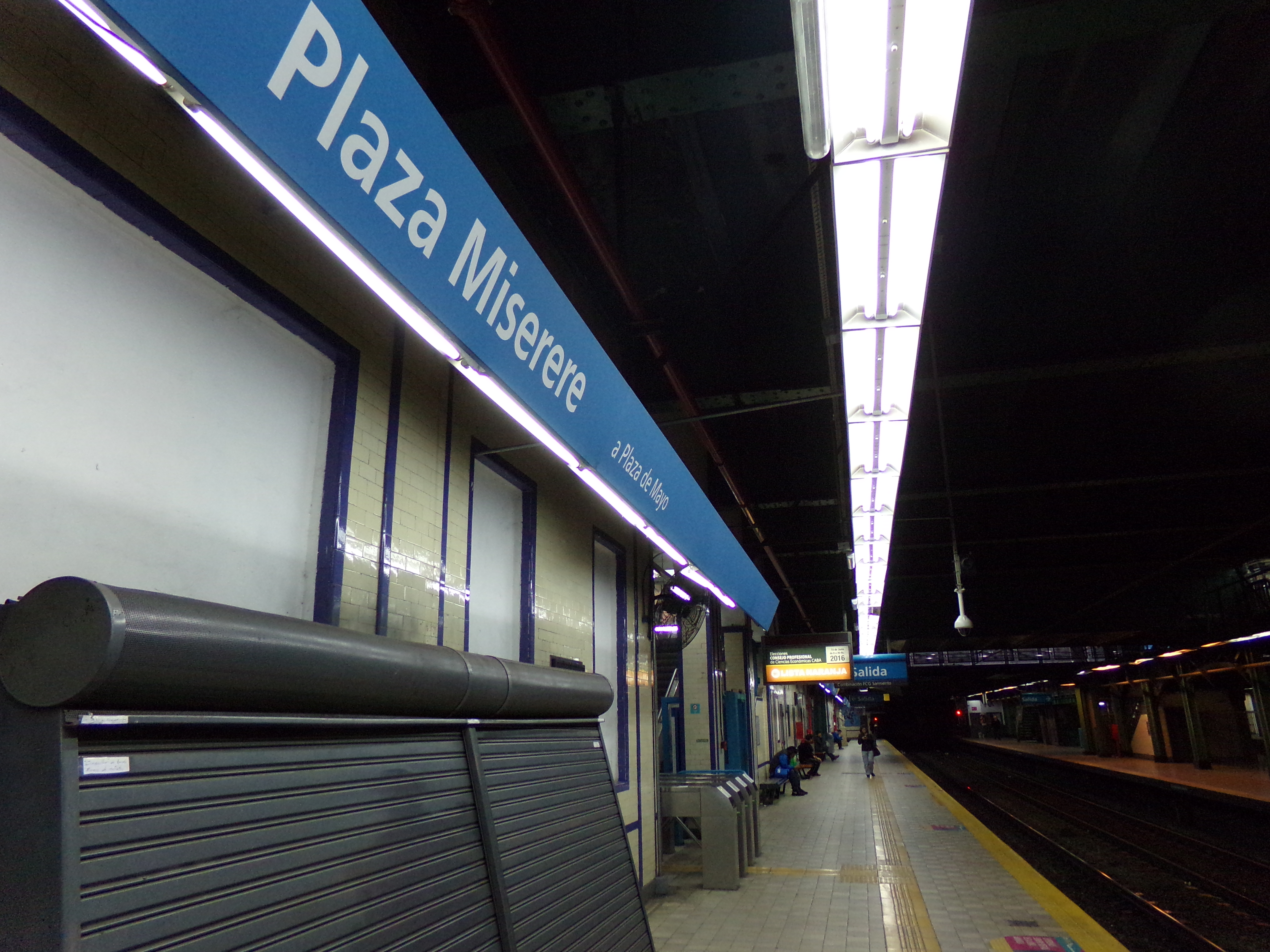
Señalética renovada en 2016
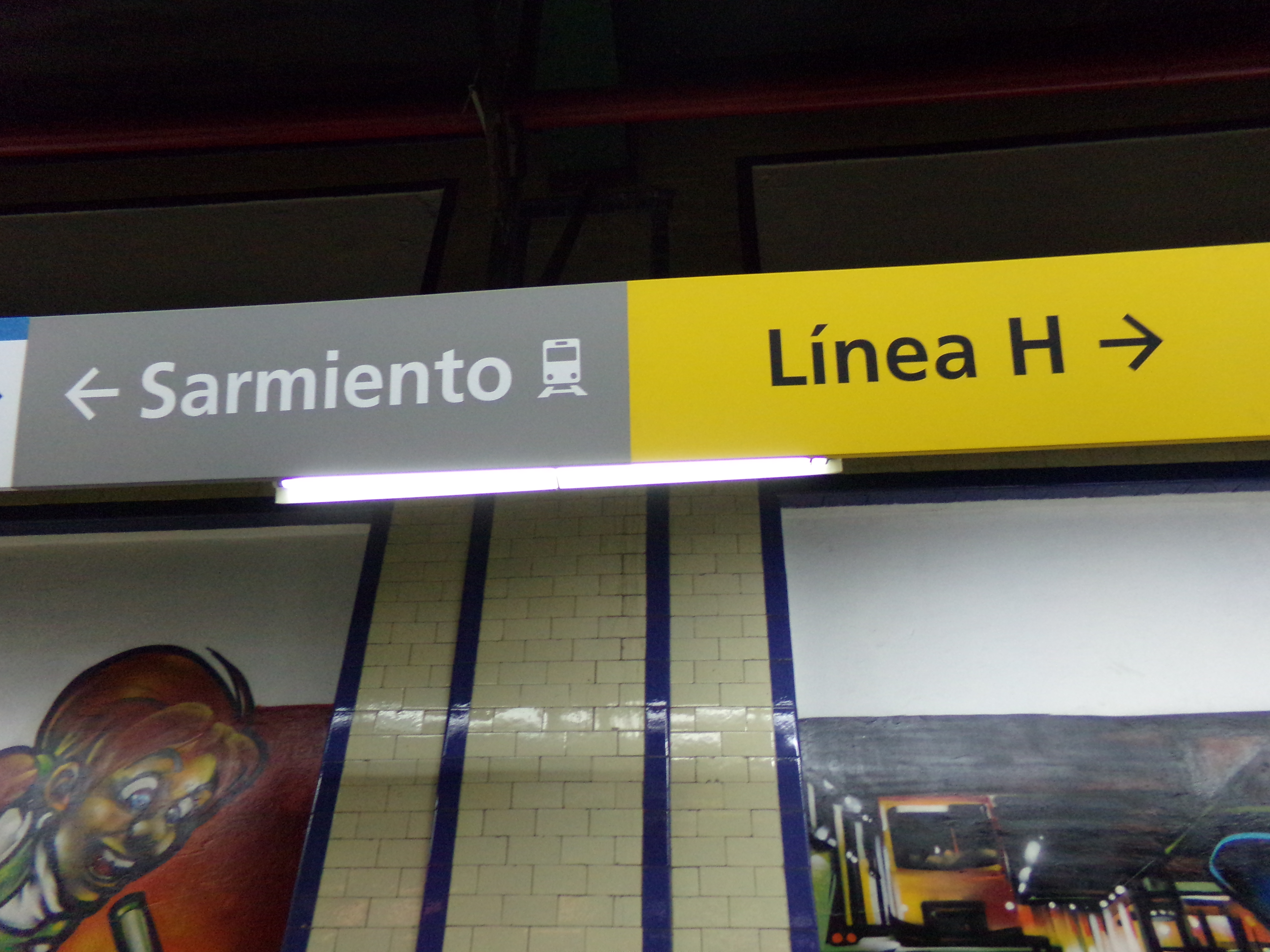
Señalética renovada en 2016